# Anopheles homunculus
Anopheles homunculus este o specie de țânțari din genul Anopheles, descrisă de William H.W. Komp în anul 1937. Conform Catalogue of Life specia Anopheles homunculus nu are subspecii cunoscute.